# K-129 (Golf II)
Il K-129 era un sottomarino lanciamissili sovietico a propulsione diesel-elettrica (SSB) appartenente alla classe Project 629 (in russo проект 629, nome in codice NATO: Golf). Diciottesimo esemplare della sua classe, venne costruito presso il cantiere fluviale di Komsomol'sk-na-Amure tra il 1959 e il 1962. Inquadrato nel 15º squadrone sottomarini della 29ª Divisione della Flotta del Pacifico di stanza a Rybachiy (Kamčatka) venne poi aggiornato alla classe Project 629A (nome in codice NATO: Golf II) tra il 1964 e il 1966. Il battello affondò con l'equipaggio di 98 uomini l'11 marzo 1968 e fu dichiarato ufficialmente disperso dalla marina sovietica il 3 agosto successivo. Il relitto non fu mai ritrovato dai sovietici che fino a metà anni settanta ne ignoravano la sorte. I primi a scoprire il relitto furono gli statunitensi pochi mesi dopo il disastro e nel 1974 la CIA ne tentò il recupero che si rivelò una delle operazioni più costose e segrete della guerra fredda.

## Affondamento
Dopo aver completato con successo due missioni di deterrenza nucleare nel Pacifico nel corso del 1967, il K-129 fu rimandato in mare il 25 febbraio 1968 per la sua terza pattuglia che si sarebbe dovuta concludere nel maggio dello stesso anno. Questa missione non era in programma per il K-129, essendo rientrato da meno di tre mesi dall'ultima, ma fu fatto ugualmente partire per sostituire all'ultimo momento un sottomarino lancia missili da crociera (SSGN) Echo II non in grado di prendere il mare a causa di problemi tecnici. La decisione di sostituire un SSGN Echo II con un SSB Golf II fu presa in quanto gli altri Echo II erano impegnati a seguire i gruppi da battaglia delle portaerei americane dispiegati nel Mar del Giappone a seguito dell'incidente della USS Pueblo. L'area di pattugliamento prevista era al largo di Oahu (Hawaii). Questa partenza imprevista lasciò solo 11 giorni di preavviso all'equipaggio, la maggior parte del quale era in licenza, per preparare il battello all'uscita in mare, gran parte dei quali furono passati in mare per completare gli ultimi preparativi prima della partenza. Inoltre, la richiesta del comandante di divisione di non far partire il K-129 a così poco tempo dall'ultima missione, quando parte della manutenzione ordinaria prevista tra due pattuglie non era stata completata, venne respinta.
Il K-129 lasciò Rybachiy pochi minuti dopo la mezzanotte del 25 febbraio al comando del 37enne Capitano di prima classe Vladimir Ivanovich Kobzar. A bordo erano imbarcati 98 uomini: 14 ufficiali, 3 capomandamento e 81 marinai. Solitamente, l'equipaggio di un Golf II era composto da 83 uomini ma sul K-129, secondo una procedura comune, era stato imbarcato del personale tecnico in più che necessitava di addestramento in mare. Non appena il K-129 entrò nelle acque del Pacifico settentrionale, il capitano Kobzar diede ordine di immergersi e di condurre le solite manovre per eludere la sorveglianza dei sottomarini americani al largo della Kamčatka. In quei giorni, il sottomarino di pattuglia era l'USS Barb che, per motivi sconosciuti, il 25 febbraio era fuori posizione e perse il passaggio del K-129. Una volta in mare, la procedura comune per un SSB sovietico era di procedere costantemente in immersione per tutta la durata della missione, cioè non meno di 70 giorni. La velocità di crociera prevista era di 4-5 nodi, per minimizzare la possibilità di essere individuati dalle unità americane di pattuglia, utilizzando la propulsione diesel per circa 20 ore su 24 ed emergendo secondo uno schema predefinito solo per le comunicazioni radio di routine.
Alla mezzanotte del 26 febbraio, il K-129 inviò il primo dei suoi messaggi radio di routine per confermare la partenza verso la zona di pattugliamento assegnatagli. Questo messaggio fu intercettato anche dalle stazioni di ascolto americane, che non erano in grado di decodificare le trasmissioni radio ma potevano identificare i battelli sulla base dell'impronta dell'operatore radio e sulla periodicità dei messaggi che venivano inviati in punti prestabiliti. Il secondo contatto radio sarebbe dovuto avvenire una volta che il sottomarino avesse raggiunto il 40º parallelo ma non avvenne. Quando il K-129 rimase silenzioso anche dopo il terzo contatto radio previsto, cioè quando fosse stato a metà strada dalla zona di pattuglia tra il 7 e l'8 marzo, la Flotta del Pacifico entrò in allarme. Già il 9 marzo, il comandante di divisione, Contrammiraglio Viktor Digalo, riunì i suoi ufficiali per discutere la possibile sorte del K-129. Durante la riunione si discusse prevalentemente delle possibili cause dell'affondamento invece che della possibilità che potesse essere semplicemente soggetto a un'avaria dei sistemi di comunicazione. Inoltre, i ripetuti messaggi radio che invitavano il battello a rompere in silenzio radio per mettersi in contatto con il comando rimasero senza risposta. Il 10 marzo, Mosca autorizzò una campagna di ricerca e soccorso a cui parteciparono 36 imbarcazioni di superficie, 5 sottomarini (1 Foxtrot, 2 Zulu, 1 Golf II e 1 November) e aerei da pattugliamento marittimo. Le ricerche furono condotte ponendo le imbarcazioni a distanze fisse per pattugliare con il radar e il sonar attivo le acque avanti e indietro lungo la rotta prevista del K-129. Inizialmente, le ricerche si concentrarono in un raggio di 350 Miglia nautiche da Petropavlovsk. In seguito, i sottomarini furono inviati più a sud. L'intensa attività di ricerca non passò inosservata, sia per la quantità di imbarcazioni coinvolte sia per l'intenso traffico radio, sia cifrato sia in chiaro. Aerei da pattugliamento marittimo Lockheed P-3 Orion individuarono più volte i sottomarini coinvolti nella ricerca, mentre l'USS Barb (SSN-596) seguì da vicino gli spostamenti della flotta sovietica. Inoltre, le stazioni di ascolto americane intercettarono messaggi che seguivano i protocolli di ricerca e soccorso sovietici. In totale, le ricerche durarono 72 giorni mentre due navi da ricerca oceanografica rimasero in mare più a lungo. Vista la natura delle comunicazioni radio e la durata delle ricerche, gli analisti americani conclusero immediatamente che le ricerche erano state infruttuose e che i sovietici non avevano idea della sorte toccata al K-129. L'unica conclusione a cui giunsero fu che questo fosse affondato con tutto l'equipaggio in qualche punto imprecisato del Pacifico e per cause sconosciute. La perdita suscitò un certo clamore all'interno della Flotta del Pacifico perché si trattava del primo sottomarino lanciamissili ad andare perduto e perché in nessun incidente sottomarino precedente erano andati persi 98 uomini.
Tuttavia, in tempi recenti, alcuni analisti navali statunitensi hanno messo in dubbio il fatto che le operazioni di ricerca fossero effettivamente partite per individuare il K-129. Questo perché il sottomarino B-62, un SSB della Classe Zulu e proprio quello che avrebbe dovuto essere rilevato dal K-129 al largo delle Hawaii, soffrì ripetute avarie ai propulsori diesel. L'8 marzo fu autorizzato a tornare alla base ma subito dopo tutti e tre i motori diesel a bordo si fermarono lasciandolo inerte a galleggiare in superficie prima che una nave ausiliaria della Flotta del Pacifico lo raggiungesse per le riparazioni. Quindi, le operazioni di ricerca condotte tra il 10 e il 14 marzo potrebbero essere state volte ad individuare il B-62, mentre solo dopo il 14 marzo, quando il numero di navi coinvolte aumentò progressivamente, il K-129 sarebbe diventato l'obiettivo della ricerca.

## Ritrovamento

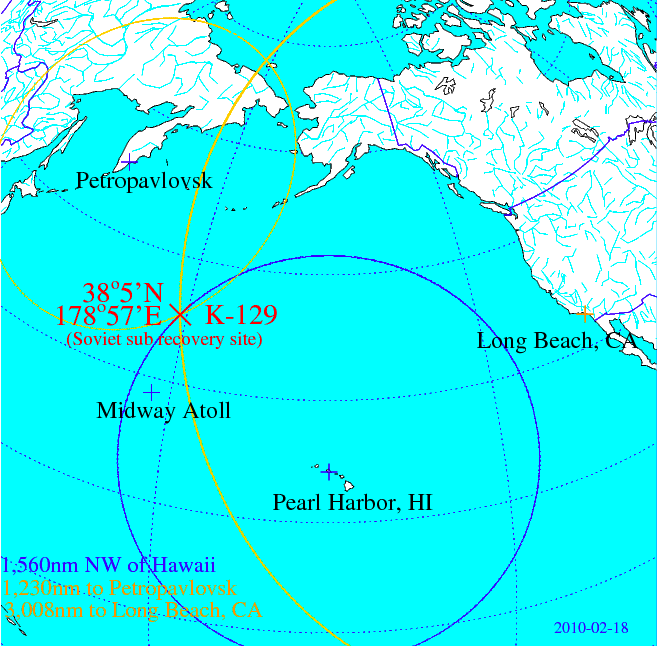
Luogo dell'affondamento del K-129.

Non appena gli statunitensi capirono che un sottomarino era andato perduto senza che i sovietici sapessero dove e quando, alla Naval Intelligence intuirono immediatamente che vi potesse essere l'opportunità di recarsi sul posto per cercare di capire qualcosa in più su cosa fosse successo al K-129. Coloro che si occuparono di coordinare la ricerca del K-129 furono John P. Craven, già capo progetto del programma missilistico Polaris e a capo del Deep Submergence Systems Project (DSSP), e il capitano James F. Bradley, già occupato nell'intelligence navale e tra i primi ad occuparsi del K-129 in America. In particolare, il programma DSSP si occupava di sviluppare nuovi mezzi per il soccorso sottomarino e per studiare e recuperare oggetti sul fondale marino.
Per prima cosa, Bradley coinvolse Craven che disponeva del sottomarino USS Halibut, dotato di equipaggiamenti speciali per condurre operazioni di ricerca sottomarina e intelligence navale. In seguito, Bradley e Craven si servirono delle registrazioni dei sistemi di sorveglianza sottomarina SOSUS e AFTAC per individuare eventuali tracce acustiche della scomparsa del K-129. Furono individuati due eventi acustici poco dopo la mezzanotte dell'11 marzo localizzati, tramite triangolazione, in un raggio di 2 miglia nautiche da 40°06'N e 179°57'E, quasi 1600 miglia NE dalle Hawaii dove il fondale raggiunge i 5.000 metri di profondità.
Il 15 luglio l'Halibut partì per andare alla ricerca del relitto. Per individuarlo, l'Halibut si serviva di un drone filo-guidato che, con sonar e macchine fotografiche, era in grado di esplorare le profondità marine a pochi metri dal fondale. Fu solo dopo alcune settimane che finalmente l'equipaggio dell'Halibut trovò il relitto del Golf a 38°5'N e 178°57'E. Il K-129 risultava adagiato sul lato di dritta e appariva spezzato in due tronconi, separati di circa 100 m l'uno dall'altro. I tronconi apparivano in buone condizioni tranne che per uno squarcio nella parte posteriore della torretta dove due dei tre missili R-21 apparivano gravemente danneggiati. Gli alberi, l'antenna e lo snorkel apparivano in posizione eretta, suggerendo che il battello dovesse essere in superficie o a quota periscopio al momento dell'affondamento. Un altro dettaglio colpì chi vide le foto raccolte dell'Halibut, si trattava dello scheletro di un marinaio adagiato sul fondale vicino al relitto. Nonostante i rapporti di chi ha esaminato le foto affermino che lo scheletro fosse nudo, (anche dopo poche settimane, i tessuti in acqua si dissolvono) racconti giornalistici successivi hanno erroneamente riportato che indossasse equipaggiamento invernale, deducendo che il battello dovesse essere in superficie al momento del disastro. Alcune fonti riportano anche che il relitto abbia toccato il fondo a una velocità di 200 nodi (370 km/h), tale stima è del tutto improbabile in quanto avrebbe semplicemente disintegrato il relitto. Studi successivi, a proposito della dinamica dell'affondamento di sottomarini, hanno permesso di stabilire che i K-129 sia affondato ad una velocità di circa 12 nodi (22 km/h). Una volta spedite a Washington, le 22.000 foto del K-129 destarono scalpore nelle alte sfere del Pentagono e della Casa Bianca.

## Recupero
Subito dopo la scoperta del relitto, le autorità dell'intelligence navale cominciarono a pensare a come impadronirsi dei segreti del K-129. Bradley e Craven abbozzarono un piano per cercare di recuperare il meglio di quanto si trovasse a bordo del Golf. La loro idea consisteva nell'inviare un mini-sommergibile capace di praticare delle aperture nello scafo per recuperare le testate nucleari e i cifrari lasciando quindi il resto del relitto sul fondo dell'oceano. Avevano già dimostrato che era possibile ed era una soluzione relativamente economica e poco vistosa. Tuttavia la CIA, dato il prestigio che ciò avrebbe comportato, si intromise nella vicenda e propose un recupero di tutto il relitto. Craven e Bradley si opposero dati i costi esorbitanti e senza contare che, nonostante apparisse intatto, lo scafo si era sicuramente danneggiato nell'urto con il fondale. Probabilmente non avrebbe retto a ulteriori sollecitazioni correndo quindi il rischio di sbriciolarsi. Tuttavia, nonostante le obiezioni della Marina, la CIA, con l'approvazione delle massime autorità politiche e militari, la estromise dal recupero del relitto dando il via ad una delle operazioni più segrete e costose della storia della Guerra fredda: il progetto Azorian. Questo creò anche un certo malcontento tra alcuni ufficiali della Marina che ritenevano che alcune cose bisognava lasciarle a chi ne capiva di navi.

### Progetto Azorian
Dato che non esisteva una nave tanto grande e attrezzata per il recupero del relitto a grande profondità, bisognava costruirla. La CIA commissionò quindi, al costo di circa 300 milioni di dollari, una gigantesca nave gru alle industrie di Howard Hughes capace di recuperare il K-129 con un'enorme pinza d'acciaio.
La costruzione di questa nave, denominata Glomar Explorer, non poteva certo passare inosservata e la CIA fornì quindi una storia di copertura secondo la quale Hughes aveva intenzione di ottenere il monopolio del mercato del manganese raccogliendo i noduli di questo minerale sul fondale dell'oceano. Commissionata nel 1973, l'anno successivo la Glomar Explorer era pronta a prendere il mare. Era lunga come tre campi da calcio e al centro svettava un enorme traliccio che ricordava quello delle torri di perforazione degli impianti petroliferi, in realtà si trattava del sostegno per l'enorme pinza d'acciaio che, attraverso un'apertura nella chiglia, sarebbe scesa fino a 4.900 metri di profondità per recuperare il relitto. Una volta completato il recupero, la Glomar Explorer sarebbe tornata in acque poco profonde dove l'aspettava una chiatta collocata sul fondale marino su cui, attraverso la chiglia, avrebbe collocato il relitto che sarebbe poi riemerso sulla chiatta celato a occhi indiscreti.
Il tentativo di recupero si rivelò tuttavia un fallimento. Infatti, nel tentativo di arpionare il K-129, l'enorme pinza d'acciaio mancò il bersaglio e si schiantò sul fondale marino danneggiandosi. Quindi, una volta arpionato il sommergibile, parte della pinza si ruppe lasciando cadere la torre e tutta la sezione poppiera dello scafo, proprio dove si trovavano gli obiettivi della CIA, sul fondo dell'oceano. Missioni successive appurarono che la parte di scafo non recuperata si era frantumata nell'urto con il fondale marino sparpagliando detriti per chilometri quadrati rendendo quindi vano ogni altro tentativo di recupero.
Tuttavia c'è chi ritiene che in realtà quasi tutto il K-129 sia stato recuperato, e non una piccola parte come ammesso dalla CIA. Il sospetto è nato quando nel 1993 l'ambasciatore statunitense a Mosca consegnò a una delegazione russa la campana del K-129 che molto probabilmente, come i suoi omologhi della classe Golf, si trovava all'interno della torre di comando.
Dopo il recupero, furono trovati i corpi di sei marinai che vennero seppelliti in mare con una cerimonia militare. Il tutto venne filmato e il video fu consegnato ai russi 20 anni più tardi.

### Il progetto Azorian nei media

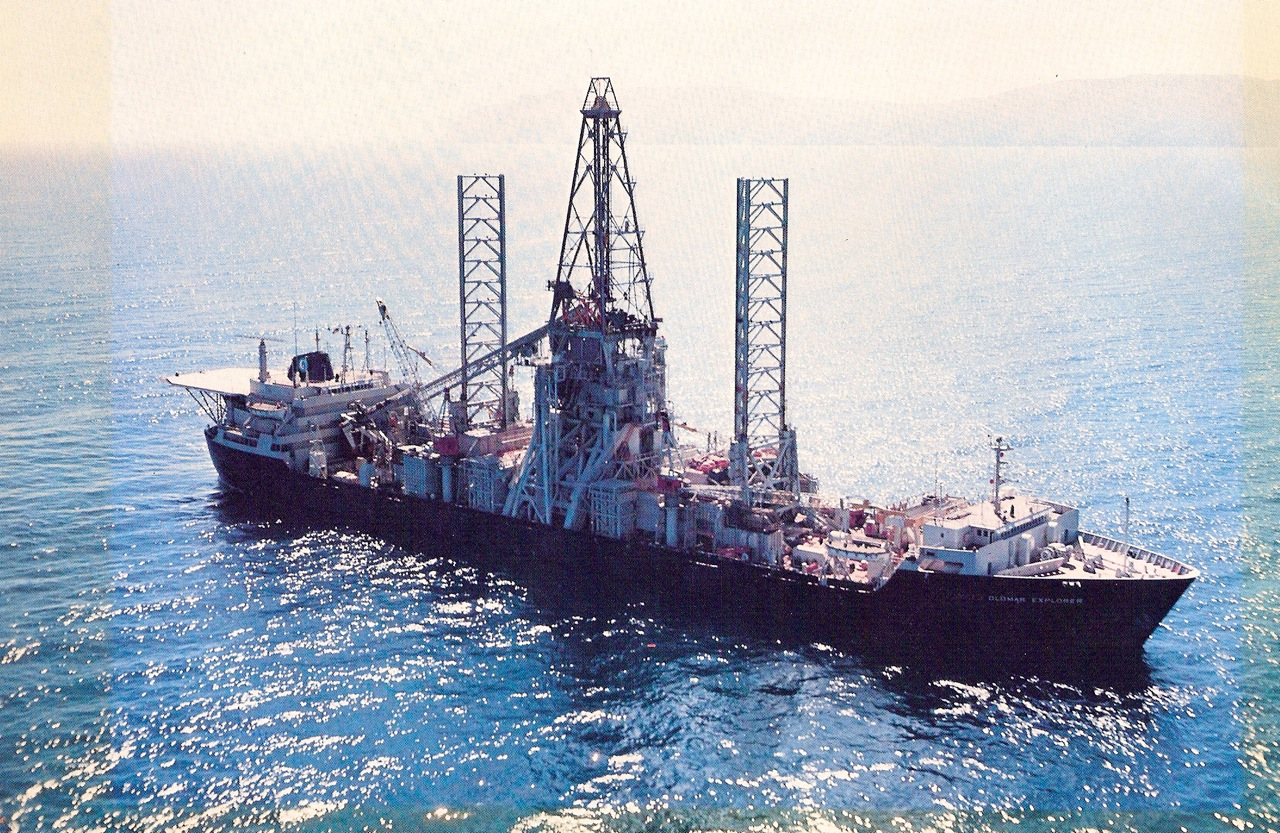
La Glomar Explorer.

Nonostante la segretezza che circondava il progetto Azorian, verso il 1974 cominciarono a trapelare informazioni. Il primo a venirne a conoscenza fu il noto giornalista del New York Times Seymour Hersh. Tuttavia, l'allora direttore della CIA William Colby, persuase Hersh a non divulgare le informazioni che aveva raccolto almeno fino a quando tutta la faccenda non si fosse conclusa. Hersh, forse perché distratto dallo scandalo Watergate, accettò anche se continuò a raccogliere materiale al riguardo. Ma, nonostante tutte le precauzioni prese dalla CIA, sempre più giornalisti cominciarono a venire a conoscenza del progetto Azorian che erroneamente chiamarono progetto Jennifer. Jennifer era infatti solo una compartimentazione dell'Azorian. Nel 1975, nonostante le insistenze della CIA, il Los Angeles Times pubblicò il primo articolo al riguardo seguito quasi subito dal New York Times e da altre testate. Tuttavia, lo scopo di questi articoli non era quello di rivelare le operazioni segrete della CIA, quanto quello di denunciarne gli abusi e gli sprechi. Questi articoli si inserirono infatti in un contesto più ampio che portò all'apertura di numerose inchieste governative sull'operato dell'Agenzia che subì un netto ridimensionamento negli anni successivi.
A tutt'oggi la maggior parte del materiale riguardante il K-129 è ancora Top Secret. La maggior parte delle foto e dei filmati è ancora interdetta al pubblico e solo nel 2010 sono stati declassificati alcuni documenti riguardo al progetto Azorian. Qualche foto del relitto è stata tuttavia concessa al regista Michael White per la realizzazione di un documentario sul recupero del K-129.

### Dalla parte dei sovietici
Dopo la scomparsa del K-129, i sovietici ammisero di non avere alcuna idea su cosa fosse accaduto al battello e lo dichiararono disperso. Quando si cominciarono a pubblicare i primi articoli sul progetto Azorian, capirono finalmente quale sorte fosse toccata al K-129 ma, insieme alla CIA, fecero pressioni perché la vicenda avesse meno risalto possibile. Infatti, per la marina e l'Unione Sovietica, già era umiliante perdere un sottomarino senza sapere dove fosse, in più sarebbe stata una pessima pubblicità il fatto che gli americani avessero trovato per primi il relitto e avessero addirittura provato a recuperarlo e che i migliori ufficiali dello spionaggio sovietico non avessero sospettato nulla fino a che la vicenda non fosse apparsa sui giornali.
In realtà, come scrisse il quotidiano Izvestia nel 1992, un ufficiale dell'intelligence sovietica aveva avvertito i suoi superiori sui sospetti che nutriva sulla Glomar Explorer ma, dopo qualche ricognizione affrettata e infruttuosa nei pressi della Glomar, venne ignorato. In più, come sempre riporta l'Isvestia, i russi avevano anche ricevuto un biglietto presso la loro ambasciata di Washington in cui si faceva cenno a un tentativo di recupero del K-129 ma anche questo messaggio fu dimenticato sotto un mare di scartoffie nell'ufficio del comandante in capo della flotta del Pacifico.

## Cause dell'affondamento
In seguito alla perdita del K-129, i sovietici istituirono due commissioni d'inchiesta volte a determinare eventuali responsabilità dell'equipaggio o di equipaggiamento potenzialmente difettoso. Nessuna delle due commissioni riuscì a giungere a una conclusione definitiva se non che l'equipaggio era reputato in piena efficienza e comandato da uno dei migliori ufficiali della flotta del Pacifico. Per questo, la versione ufficiale afferma che l'affondamento è stato dovuto al superamento della profondità massima consentita dopo aver imbarcato acqua a causa di una valvola difettosa dello snorkel. Gli statunitensi, nell'analisi dei dati dei loro sistemi di sorveglianza, all'epoca giunsero anche loro alla conclusione che il battello dovesse essere completamente allagato al momento dell'affondamento. Infatti, nel corso dell'analisi per individuare il luogo dell'affondamento, il sistema di sorveglianza AFTAC, gestito dall'aeronautica per rivelare le tracce sonore e sismiche di eventuali esplosioni nucleari sotterranee, rilevò due eventi sonori mentre il SOSUS non registrò niente di anomalo. Questo spinse a credere che fosse dovuto al fatto che il sottomarino era affondato quasi completamente allagato e che i due eventi, registrati dall'AFTAC a mezzanotte dell'11 marzo a distanza di 6 minuti l'uno dall'altro e usati per la localizzazione del relitto, fossero associati allo schiacciamento dello scafo dove erano rimaste sacche d'aria residue o a un evento accaduto mentre il sottomarino viaggiava in emersione. Per suffragare questa ipotesi, Craven e Bradley fecero allagare e affondare un sommergibile della seconda guerra mondiale che si inabissò senza che il SOSUS registrasse nessuna anomalia. Inoltre, si ritiene che la differenza nella capacità di rilevare traccia del K-129 tra l'AFTAC e il SOSUS fosse dovuta al fatto che il primo fosse concepito per registrare eventi transienti mentre il secondo doveva registrare e analizzare segnali a lunga durata. Tuttavia, analisi recenti e più approfondite di quei dati hanno portato a una conclusione ben diversa. Inoltre, nel corso degli anni, sono state formulate diverse ipotesi alternative per spiegare l'affondamento del K-129, nessuna delle quali posa però su basi solide.

### Sistema di lancio difettoso

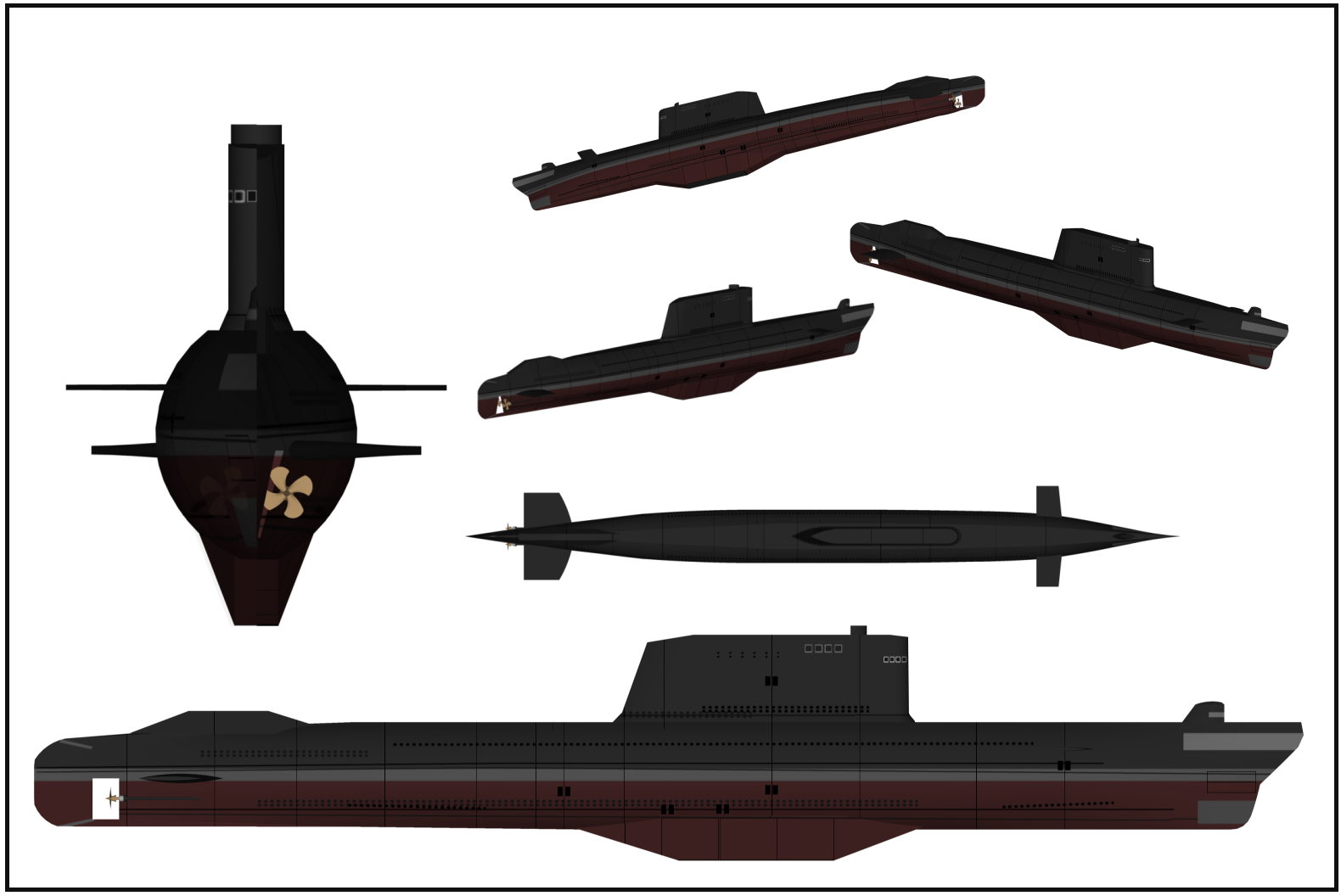
Ricostruzione digitale di un sottomarino della classe Golf.

Nel 2009, una nuova analisi più approfondita dei dati AFTAC ha confermato la presenza dei due eventi sonori a distanza di esattamente 6 minuti l'uno dall'altro. Oltre a questi, si sono osservati anche tre deboli eventi "precursori", circa un minuto prima, che in precedenza erano sfuggiti. Inoltre, i due eventi principali mostrano un pattern ripetitivo della durata di circa 94 secondi ciascuno. Indagini condotte dallo storico navale Norman Polmar hanno confermato che questo lasso di tempo corrisponde esattamente al tempo di accensione del motore di un missile R-21, come quelli imbarcati sul K-129. Questo, unito alla precisa ripetizione dei due eventi principali a esattamente 6 minuti di distanza e ai tre eventi precursori, lasciano presupporre che la causa dell'affondamento potrebbe esser stato il malfunzionamento del sistema di lancio durante una simulazione di lancio a fini addestrativi (a bordo era presente del personale tecnico senza esperienza in mare). In particolare, i tre eventi più deboli potrebbero essere associati al sistema di lancio degli R-21 mentre i due eventi principali potrebbero essere legati all'accensione di due missili dentro i silo di lancio (e non più allo schiacciamento delle sacche d'aria residue nello scafo allagato, come supposto inizialmente). È inoltre probabile che un sistema autonomo, non attivo durante la simulazione, non abbia aperto i portelli di lancio per completare la sequenza di lancio. L'accensione avrebbe quindi fuso i tubi di lancio e scatenato un incendio con conseguente allagamento del sottomarino che, trovandosi a quota snorkel, probabilmente viaggiava con i portelli stagni tra i compartimenti aperti per ventilare gli ambienti. Questa ipotesi è compatibile con le osservazioni del relitto, che riportarono la presenza di un solo missile intatto sui tre presenti a bordo, e sui corpi recuperati dalla porzione del relitto riportata in superficie.

### Incendio del carburante di un missile
Nel 1986, a bordo di un sottomarino della classe Yankee, il K-219, una perdita di carburante da uno dei suoi 15 missili balistici R-27 provocò un violento incendio. Questo causò prima l'accensione del motore del missile e in seguito l'esplosione della carica di innesco della testata nucleare. L'esplosione non causò l'immediato affondamento del battello perché i tubi di lancio si trovavano all'interno dello scafo resistente, ma provocò comunque un'estesa contaminazione radioattiva. Questo incidente ha spinto alcuni a pensare che il K-129 potrebbe aver sofferto lo stesso problema mentre era in immersione. Inoltre, il fatto che i missili fossero alloggiati nella torre, e quindi fuori dallo scafo resistente, avrebbe provocato l'immediato affondamento del battello. Di conseguenza, i tre eventi precursori registrati dall'AFTAC potrebbero essere legati allo scoppio dell'incendio prima che questo provocasse l'accensione dei missili. Questa ipotesi è suffragata dalle evidenze visive, tuttavia, la precisa ripetizione dei due eventi principali fa propendere più per l'avvio della sequenza di lancio dei missili R-21.

### Esplosione causata dalle batterie
Una delle caratteristiche dei battelli diesel-elettrici di vecchia generazione era quella di rilasciare idrogeno durante il processo di ricarica delle batterie. Se non adeguatamente ventilato, l'idrogeno poteva raggiungere concentrazioni pericolose che possono provocare incendi o esplosioni. Inoltre, anche il contatto delle batterie con l'acqua di mare può provocare esplosioni. Un guasto agli impianti di aerazione in immersione o una perdita nei portelli stagni potrebbero quindi aver provocato un incendio che avrebbe poi provocato l'accensione dei missili. Per quanto riguarda questa teoria, John Craven ha però precisato che di solito l'esplosione delle batterie è conseguenza e non causa dell'affondamento di un battello. Tuttavia, già nel 1949, l'USS Cochino (SS-345) affondò al largo della Norvegia proprio a causa di un incendio incontrollato causato dall'idrogeno accumulatosi nel comparto batterie, come confermato dai superstiti.

### Esplosione causata dall'antenna
Per effettuare le comunicazioni periodiche con la base, i Golf II erano costretti ad emergere per installare l'antenna VHF sul ponte. Una volta installata, l'antenna sarebbe stata collegata al circuito di trasmissione ma, se l'isolatore dell'antenna non fosse stato completamente asciutto al momento del collegamento, avrebbe potuto causare un cortocircuito e l'esplosione dell'accordatore d'antenna. È quindi verosimile che il K-129 abbia mancato i due contatti radio di routine al 40º parallelo e a metà strada dalle Hawaii a causa di problemi di trasmissione. Di conseguenza, alla mezzanotte dell'11 marzo poteva essere in superficie nel tentativo di inviare un messaggio quando un problema all'isolatore dell'antenna potrebbe aver provocato un'esplosione. Questa è compatibile con l'evento sonoro "precursore" ma lo storico Norman Polmar ritiene inverosimile che un tale evento possa aver provocato l'accensione accidentale dei missili.

### Collisione con lo USSSwordfish
Durante la Guerra fredda, era consuetudine della US Navy mandare i propri sommergibili a braccare da vicino i boomer sovietici sia nell'Atlantico sia nel Pacifico. È quindi spesso accaduto che avvenissero delle collisioni tra due battelli nemici e in anni recenti i russi sono diventati soliti accusare gli statunitensi di collisioni subacquee con il loro sottomarini per giustificarne gli incidenti. Questo ha portato alcuni ex ufficiali sovietici a pensare che l'affondamento del K-129 sia stato la conseguenza di una collisione con un sottomarino americano che avrebbe speronato lo scafo del Golf con la vela. A sostegno della loro tesi ricordano che, a metà del marzo 1968, lo USS Swordfish rientrò per delle riparazioni urgenti presso la base statunitense di Yokosuka, Giappone. Tuttavia, una foto pubblicata all'epoca da un quotidiano locale, per dare notizia dell'arrivo di un sottomarino statunitense nel contesto delle proteste della popolazione contro la presenza di battelli nucleari nel loro porto, mostra lo USS Swordfish intatto con l'unico danno riscontrabile nell'asta del periscopio visibilmente piegata per l'urto con un blocco di ghiaccio, come riportato anche nel giornale di bordo. Inoltre, la sosta a Yokosuka non era dovuta alla necessità di effettuare riparazioni urgenti, ma era programmata dall'itinerario dell'USS Swordfish che allora incrociava al largo di Vladivostok a seguito della crisi della USS Pueblo. Oltre a ciò, nel 2010 la marina ha declassificato una mappa che mostra le posizioni di tutti i sottomarini americani nel periodo incriminato e l'USS Swordfish si trovava in viaggio tra Vladivostok e Yokosuka. Inoltre, all'epoca dei fatti questa teoria non venne mai presa in considerazione dalle commissioni di inchiesta sovietiche ma si diffuse solo dopo la fine della Guerra fredda. La base di questa teoria sono le affermazioni del comandante di divisione Viktor Dygalo da cui poi sono derivati tutti i racconti seguenti. Nonostante le rassicurazioni degli statunitensi, tra i russi circolano ancora dei sospetti al riguardo tanto che nel 1999 hanno accusato il governo statunitense di condotta criminale e di voler insabbiare la vicenda.

### Lancio non autorizzato di una testata nucleare
Nel 2005 Kenneth Sewell, nel suo libro investigativo Red Star Rogue—The Untold Story of a Soviet Submarine's Nuclear Strike Attempt on the U.S., sostiene che la posizione del relitto del K-129 si trovi in realtà a poca distanza dall'isola di Nihoa, circa 500 km da Ohahu, a circa 2500 km a sud-est della posizione pubblicata dalle fonti ufficiali e fuori dalla zona di pattugliamento prevista. Infatti, Sewell sostiene che, nel marzo del 1968, una nave ricerca dell'Università delle Hawaii individuò una scia di olio contaminata da plutonio proveniente da quest'area. Secondo Sewell, questa localizzazione porta a credere che il K-129 si trovasse più a sud della sua solita rotta perché voleva lanciare un attacco nucleare non autorizzato su Pearl Harbor. Il tutto sarebbe stato concepito per farlo sembrare un attacco da parte cinese e far quindi scatenare una guerra tra Stati Uniti e Cina. Sewell prosegue nel dire che uno dei tre missili sarebbe esploso nelle fasi di riscaldamento, grazie a un imprecisato dispositivo di sicurezza segreto atto a evitare lanci non autorizzati. L'esplosione avrebbe quindi provocato l'affondamento del K-129. Sewell sostiene inoltre che tutti questi avvenimenti sarebbero da legare a una cospirazione con a capo Jurij Vladimirovič Andropov che coinvolgeva la fazione più integralista del PCUS e del KGB. Sewell aggiunge che i 15 uomini in più imbarcati fossero agenti del KGB funzionali a questo complotto.
Tuttavia, Sewell commette diversi errori fattuali: il KGB non avrebbe avuto problemi nell'aggirare i dispositivi di sicurezza di tali armi; nel 1993 la Russia ha diffuso la lista completa dell'equipaggio, completa di dettagli personali, nel quale non c'erano agenti del KGB; Sewell afferma che l'affondamento sia avvenuto il 7 marzo mentre le tracce dell'AFTAC rivelano inequivocabilmente che l'incidente è avvenuto l'11 marzo. Anche la data riportata della partenza dei soccorsi, 21 marzo, è errata in quanto i rapporti degli aerei di pattugliamento marittimo e dell'USS Barb riportano che il 18 marzo le squadre di ricerca erano già in mare e il contrammiraglio Dygalo afferma che il suo vice era in mare già dal 10 marzo. Sewell sostiene anche che il tentativo di lancio fosse avvenuto in emersione, trascurando che i missili R-21 con cui era armato il K-129 venivano lanciati in immersione per limitare la vulnerabilità del battello durante il lancio. Inoltre, per raggiungere il luogo indicato da Sewell, assumendo che l'affondamento abbia avuto luogo il 7 marzo e che il battello procedesse in linea retta, il K-129 avrebbe dovuto percorrere quasi 5.000 km in 11 giorni in immersione, equivalente ad una velocità media di circa 10 nodi e molto vicina alla velocità massima in immersione di un Golf che era di 12 nodi. Ossia più del doppio della velocità di navigazione silenziosa necessaria per sfuggire ai pattugliamenti statunitensi. Al contrario, assumendo che il K-129 abbia seguito la rotta prescritta e sia affondato nella posizione pubblicata dalle fonti ufficiali, il percorso sarebbe stato di circa 3500 km percorsi in 20 giorni, corrispondenti ad una velocità media di circa 4 nodi, in linea con i protocolli di navigazione di un Golf. Craven, nella sua autobiografia e tre anni prima che Sewell pubblicasse le sue conclusioni, dichiara anche di essere stato messo subito al corrente delle osservazioni della nave di ricerca hawaiana citata sopracitata, ma sostiene che si trattasse di un evento senza alcuna relazione con l'affondamento del K-129 e che lui stesso ha secretato per tutelare la Marina ed evitare che eventuali fughe di notizie sulle ricerca del K-129 potessero spingere l'opinione pubblica a giungere a conclusioni affrettate.
A questo punto, la teoria di Sewell entra in crisi. Infatti i missili R-21 avevano una gittata di soli 1.300 km mentre il K-129, al momento dell'affondamento, si trovava a quasi 3.000 km di distanza dalle Hawaii. L'unico obiettivo possibile sarebbe quindi stato l'atollo di Midway. Inoltre, anche se i cinesi avevano completato la costruzione di un Golf a metà anni '60, la CIA era a conoscenza del fatto che non erano ancora in grado di lanciare missili balistici da un sottomarino e non lo sarebbero stati almeno fino ai primi anni '70. In aggiunta, il Golf cinese era configurato per l'uso dei più antiquati missili R-11 che avevano una gittata di soli 150 km. L'ammiraglio Dygalo conferma inoltre che la marina sovietica aveva preso misure di sicurezza sempre più efficaci per prevenire lanci non autorizzati e un'analisi del profilo degli ufficiali imbarcati, tutti veterani sposati e con figli, fa escludere la possibilità che qualcuno di essi fosse propenso a ribellarsi per scatenare una guerra nucleare.

### Lancio non autorizzato da parte di un comandante ribelle
Parlando ancora del K-129, John Craven sostiene che la sua posizione, in prossimità del 40º parallelo, fosse circa 600 km più a sud rispetto alle abituali rotte battute dai sottomarini sovietici. Questo potrebbe quindi essere spiegato o con un madornale errore di navigazione da parte dell'equipaggio o dal fatto che il comandante avesse preso l'iniziativa di scatenare una guerra nucleare. Nonostante le Hawaii fossero fuori dal raggio di azione di missili R-21, Craven sostiene che, effettuando un'analisi delle probabilità che comprendesse l'ipotesi che i sovietici avessero sviluppato un missile a più lunga gittata, si trova una probabilità piccola ma diversa da zero che il K-129 fosse fuori rotta per condurre un attacco non autorizzato. Tuttavia, anche Craven sostiene che un'eventuale esplosione fosse avvenuta in superficie trascurando il fatto che i missili R-21 venivano lanciati in immersione. Inoltre, Craven non spiega come mai abbia eliminato a priori l'ipotesi che il K-129 stesse eventualmente seguendo una nuova rotta imposta dal comando, né riporta quali siano le ipotesi più probabili restituite dalla sua analisi delle probabilità. In aggiunta a questo, lo storico navale Norman Polmar sostiene che il sottomarini sovietici procedessero abitualmente lungo il 40º parallelo, anche in ragione del fatto che quell'area si trovava al centro di una no fly zone imposta dalla US Navy per limitare il traffico aereo esclusivamente ai soli aerei da ricognizione P-3 Orion.

## Nei media
Nel 2010, il regista Michael White ha realizzato il documentario Azorian: the raising of the K-129 utilizzando documenti e filmati declassificati. Nel 2013 esce il film Phantom, diretto da Todd Robinson, che si ispira alla vicenda del K-129 riprendendo l'ipotesi di un comandante ribelle.